# 40+
 (juillet 2022).
40+ est une chaîne de télévision britannique qui diffuse du contenu pornographique à la carte. La chaîne appartient à MG Global Entertainment (Europe) Limited depuis 2020, date à laquelle MG acquiert l'ancien propriétaire de la chaîne, Portland TV.
La chaîne commence à diffuser sur Sky en juin 2000 sous la forme d'un portefeuille de chaînes connu sous le nom de Red Hot TV. La chaîne appartenait à Portland TV, qui possédait également la chaîne d'abonnement pornographique Television X. Portland TV était une division de Northern & Shell jusqu'à ce qu'elle soit vendue en avril 2016 dans le cadre d'un rachat par la direction. Les chaînes sont ensuite renommées Xrated en 2017, et il ne reste plus qu'une chaîne, actuellement nommée 40+.

## Histoire
Red Hot TV est lancé en juin 2000 en tant qu'ensemble de chaînes de télévision pornographiques. En 2005, 8 chaînes sont marquées sous le nom, y compris une chaîne de cinéma. Beaucoup de ces chaînes changent de nom ou ferment au cours des années suivantes. En 2007, les chaînes sont toutes renommées. Le 28 août 2008, Red Hot Raw et Red Hot Viewers sont tous deux supprimées du guide électronique des programmes Sky (EPG).
En août 2009, Red Hot TV tente d'entrer dans le livre des records en organisant le plus grand gang bang de Grande-Bretagne.
Pendant ce temps, Portland TV lance des services de ligne de sexe télévisés gratuits qui accompagnent Red Hot appelés Filth, Cream et Skincity. Ces chaînes sont lancées et fermées plusieurs fois au cours de plusieurs années. Portland TV lance à cette époque une autre chaîne à la carte appelée Viewer's Wives , qui se trouve dans la même section que Red Hot TV. En septembre 2009, la chaîne Xplicit Nightly (Xplicit XXX) commence à voir sa programmation fournie par Red Hot. En octobre 2009, un créneau EPG appartenant officiellement à Filth est utilisé pour lancer Red Hot Mums après le changement de marque des chaînes Red Hot.
Début 2012, huit chaînes sont diffusées par Red Hot TV, dont Red Hot Fetish et Red Hot Dirty Talk. Cependant, au cours de cette année-là, les chaînes sont réduites à trois : Red Hot 18's, Red Hot Mums et Red Hot Amateur. En 2016, il ne reste qu'une seule chaîne sous le nom de Red Hot, les 2 autres sont renommées Xtreme Filth et Viewer's Wives. En 2017, les 3 chaînes sont relancées et renommées Xrated. Les noms Red Hot, Extreme Filth et Viewer's Wives restent sur le service à la demande de Virgin Media aux côtés d'autres chaînes pour adultes disparues jusqu'en août 2017, date à laquelle ils sont tous mis à jour avec le nom Xrated. Le 24 août 2017, Xrated Couples est remplacé par Television X Pay-Per-Night sur Sky. Le même jour, elle est retirée de Virgin Media et, en une semaine, la chaîne est remplacée par TVX Pornstars. Le 30 novembre 2017, Xrated Hook-Ups est remplacé par Television X Pay-Per Night 2. Elle est supprimée de Virgin Media en mars 2018, et il ne reste donc que Xrated 40+, qui change son nom en simplement 40+ le 24 avril 2019.